# Katharina Blums tabte ære
Katharina Blums tabte ære er en af den tyske forfatter Heinrich Bölls mest læste romaner. Romanen udkom i 1974.
Romanen beskriver hvordan en ellers ukendt dame bliver genstand for boulevardpressens opmærksomhed, da hun indleder et forhold til en kriminel. Til sidst slår hun en reporter ihjel, der er ved at drive hende til vanvid.
I et forord til bogen skriver Heinrich Böll "Personer og handling i denne bog er frit opfundne. Skulle visse journalistiske praksisser i bogen minde om dem der bruges i Bild-avisen, så er det hverken tilsigtet eller tilfældigt, men snarere uundgåeligt."